# 강유찬
강유찬(1997년 12월 31일 ~ )은 대한민국의 가수, 배우다. 2017년에 A.C.E의 구성원으로서 데뷔했다. 같은 해에 서바이벌 프로그램 아이돌 리부팅 프로젝트 더 유닛에 참가하여 9등으로 마무리지으면서 프로젝트 그룹 유앤비의 구성원이 되었다. 배우로서 그는 웹 시리즈 트웬티트웬티의 손보현 역을 맡았다.

## 참여 작품

### 텔레비전 시리즈
- 2017년: 청춘시대 (드라마)
- 2018년: 같이 살래요
- 2020년: 좀비탐정

### 텔레비전 프로그램
- 2017년: 아이돌 리부팅 프로젝트 더 유닛
- 2020년: 아이돌 원더랜드

### 웹드라마
- 2024년: 타임테이블 - 홍연 역